# Bernbergskopf
Der Bernbergskopf ist eine 528,5 m ü. NHN hohe Erhebung des zum Rheinischen Schiefergebirge gehörenden Westerwaldes. Er liegt in der Gemarkung Flammersbach im hessischen Lahn-Dill-Kreis; die Grenze zum nordrhein-westfälischen Kreis Siegen-Wittgenstein verläuft über die westlichen Hochlagen.
Der Berggipfel besteht aus Basalt. Nach der Kartierung von Heinrich Quiring für die geologische Karte handelt es sich beim Vorkommen des Bernbergskopfes um den Erosionsrest einer Basaltdecke, die auf Basaltströme (Deckenergüsse) mit (nach neueren Erkenntnissen) Entstehung vor ca. 28 bis 22 Millionen Jahren, also im jüngeren Oligozän, zurückgeht. Die Bergkuppe ist also ein Härtling aufgrund des harten und erosionsbeständigen Basaltgesteins, sie geht nicht direkt auf den Förderschlot eines ehemaligen Vulkans zurück. Die frühere Gipfelregion wurde durch Basaltabbau zum großen Teil abgetragen.

## Geographie

### Lage
Der Bernbergskopf erhebt sich im Hohen Westerwald; auf die hessischen Erhebungsteile reicht der Naturpark Lahn-Dill-Bergland. Sein heutiger Gipfel liegt etwa 1,2 km südsüdwestlich von Flammersbach, zu dessen Gemarkung er gehört, und 1,8 km westlich von Langenaubach, zwei Stadtteilen des mittelhessischen Haiger, sowie 1,7 km südöstlich von Oberdresselndorf, 1,6 km ostnordöstlich von Niederdresselndorf und 2,4 km südöstlich von Holzhausen, drei Gemeindeteilen des westfälischen Burbach. Die Landschaft leitet nach Südsüdwesten zur etwa 500 m entfernten Heunburg (541 m) über. Vorbei fließen mit dem Aubach (Hessen) im Osten und dem Haigerbach (Westfalen) im Westen, zwei Dill-Zuflüsse.

### Naturräumliche Zuordnung
Der Bernbergskopf gehört in der naturräumlichen Haupteinheitengruppe Westerwald (Nr. 32) und in der Haupteinheit Hoher Westerwald (322) zur Untereinheit Westerwälder Basalthochfläche (322.0). Die Landschaft fällt nach Westen in die Untereinheit Oberes Dilltal (321.1) ab, die zur Haupteinheit Dilltal (321) zählt, und nach Norden und Osten in die Untereinheit Westerwald-Osthang (323.0), die zur Haupteinheit Oberwesterwald (323) gehört.

## Schutzgebiete
Auf den westfälischen Teilen des Bernbergskopfs liegen Teile des Landschaftsschutzgebiets Burbach (CDDA-Nr. 392886; 2003 ausgewiesen; 56,7499 km² groß) und des Vogelschutzgebiets (VSG) Wälder und Wiesen bei Burbach und Neunkirchen (VSG-Nr. 5214-401; 46,5456 km²). Auf den hessischen Erhebungsteilen befinden sich Teile des VSG Hoher Westerwald (VSG-Nr. 5314-450; 76,1081 km²).

## Geschichte des Basaltabbaus
Im Jahr 1868 pachtete Jakob Reeh aus Nanzenbach den Basaltsteinbruch Woashecke unweit des damaligen Bernbergskopfs. Der Abbau begann am 30. März 1893. Im Steinbruch arbeiteten über 50 Arbeiter, die überwiegend aus Flammersbach und dem angrenzenden Langenaubach stammten. Kipploren mit Pflaster- und Bruchsteinen wurden von einer Dampflok zum vorderen Berg transportiert, von wo aus sie anschließend mit Fuhrwerken bis nach Haiger gebracht wurden. Täglich wurden etwa 50 Loren gefördert. Ein Bremsberg wird im Jahr 1912 vom Bernbergskopf zur Schieferkaute hin durch Fritz Reh angelegt.
Eine Brecheranlage auf dem Bernbergskopf brach vermutlich ab 1925 das Gestein in kleinere, einfacher zu transportierende Größen. Ab 1926 übernahm eine Seilbahn, die teilweise über Flammersbach führte, den Abtransport der Steine. Zeitgleich wurde die Bahnstrecke Haiger–Breitscheid fertiggestellt, so dass später die Steine mit der Bahn vom Flammersbacher Bahnhof nach Haiger gebracht werden konnten. Die Seilbahn wurde mit der Schließung des Steinbruchbetriebs 1966 abgebrochen.
1920 pachtet das Kölner Unternehmen Ahrends-Dolerit AG den benachbarten Steinbruch an der Heunburg, der später von der Firma Reeh übernommen wurde. Schon früher stand das Steinbruchloch häufig unter Wasser und diente den Flammersbachern und Langenaubachern als Bademöglichkeit. Bei der Heunburg lag der Krater des ehemaligen Vulkans, was auch erklärt, warum dort ab 1956 weiter bis in 45 Meter Tiefe Basalt abgebaut wurde. Ein elektrischer Aufzug transportierte die Steine nach oben an den Bruchrand.
1959 wurde der Steinbruch Bernbergskopf umfassend erweitert und Teile des Waldes wurden nach einem Erdrutsch gefällt. Unbekannt ist, wie viele Tonnen Basalt insgesamt gefördert wurden. Bruchsteine, Pflastersteine und Schotter dieser Steinbrüche haben in der Vergangenheit geholfen einige Eisenbahnstrecken und Straßen zu befestigen. Der Steinbruch Heunburg ist heute mit Wasser vollgelaufen und vom Flammersbacher Angelverein gepachtet. Der Name Heunburg wird für den Steinbruch kaum noch verwendet, der Volksmund verwendet die Bezeichnung Ahrends. Es steht noch ein Steinbruchgebäude am Eingang zur Heunburg und am Bernbergskopf ein kleineres Gebäude.

## Verkehr und Wandern
Östlich vorbei am Bernbergskopf führt die hessische Landesstraße 3044 (Rabenscheid–Langenaubauch–Haiger), von der zwischen Langenaubauch und Haiger die Flammersbachstraße nach Flammersbach abzweigt. Von diesem Dorf verläuft in Ost-West-Richtung zur westfälischen Grenze die Hickengrundstraße, die in die westfälische Kreisstraße 15 übergeht. Diese trifft bei Holzhausen auf die L 730 (Oberdresselndorf–Niederdresselndorf–Holzhausen–Wasserscheide). Über die unteren Teile des Westhangs verläuft vorbei an Ober- und Niederdresselndorf der Literaturweg Romantischer Hickengrund.